# Acacia anasilla
Acacia anasilla är en ärtväxtart som beskrevs av Alexander Segger George. Acacia anasilla ingår i släktet akacior, och familjen ärtväxter. Inga underarter finns listade i Catalogue of Life.